# Кирил Лазаров (хандбалист)
Кирил (Кире) Лазаров (на македонска литературна норма: Кирил Лазаров, Кире Лазаров) е хандбалист от Северна Македония.

## Биография
Роден е в Титов Велес, Югославия, на 10 май 1980 година.
Играе за испанския отбор по хандбал „Барселона“.

## Клубове
- ХК Овче Поле (1991 – 1994)
- ХК Борец Велес (1994 – 1997)
- ХК Пелистер (1997 – 2000)
- ХК Загреб (2000 – 2002)
- КЦ Веспрем (2002 – 2007)
- ХК Загреб (2007 – 2010)
- Атлетико Мадрид БМ (2010 – 2013)
- Барселона (от 2013 г.)

## Външни препртаки
- Профил на Кирил Лазаров в EHF
- lazarovkiril7.com